# Bathynomus brucei
Bathynomus brucei är en kräftdjursart som beskrevs av Lowry och Dempsey 2006. Bathynomus brucei ingår i släktet Bathynomus och familjen Cirolanidae.
Artens utbredningsområde är Queensland. Inga underarter finns listade i Catalogue of Life.